# روث ويليامز خاما
روث ويليامز خاما (ولدت في 9 ديسمبر 1923-توفيت في 22 مايو 2002) هي كانت زوجة سيريتسي خاما الرئيس الأول لدولة بوتسوانا وشغلت منصب السيدة الأولى لبوتسوانا من 1966 حتى 1980.